# انگلا سوسا
انگلا سوسا (انگلیسی: Ángela Sosa؛ زادهٔ ۱۶ ژانویهٔ ۱۹۹۳) بازیکن فوتبال اهل اسپانیا است.
از باشگاه‌هایی که در آن بازی کرده‌است می‌توان به باشگاه فوتبال زنان اتلتیکو مادرید اشاره کرد.
وی همچنین در تیم ملی فوتبال زنان اسپانیا بازی کرده‌است.